# 7992 Yozan
7992 Yozan è un asteroide della fascia principale. Scoperto nel 1981, presenta un'orbita caratterizzata da un semiasse maggiore pari a 3,0977163 UA e da un'eccentricità di 0,3217827, inclinata di 9,53861° rispetto all'eclittica.